# 4월의 유혹
4월의 유혹(Enchanted April)은 영국에서 제작된 마이크 뉴웰 감독의 1991년 드라마 영화이다. 조이스 로렌스 등이 주연으로 출연하였고 앤 스콧 등이 제작에 참여하였다.

## 출연

### 주연
- 조이스 로렌스
- 미란다 리차드슨

### 조연
- 알프리드 몰리나
- 네빌 필립스
- 짐 브로드벤트
- 마이클 키첸
- 조안 플로라이트
- 폴리 워커
- 스티븐 베켓
- 다비데 마눌리
- 비토리오 듀세
- 아드리아나 파체티
- 안나 롱히

## 제작진
- 협력프로듀서: 매튜 해밀턴
- 미술: 말콤 토른톤
- 의상: 쉬나 네이피어